# Mozuku
Taxons concernés
- Famille :
  - Nagamatsumo (nom commun)
- Espèces[1]:
  - Ishi-mozuku Chordaria firma
  - Karafuto-mozuku Heterosaundersella hattoriana
  - Kusa-mozuku Sphaerotrichia japonica
  - Mozuku Nemacystus decipiens
  - Nise-futomozuku Eudesme virescens
  - Nise-mozuku Acrothrix pacifica
  - Yezo-mozuku Eudesme virescens
- Espèces exploitées commercialement 
  - Okinawa mozuku Cladosiphon okamuranus[2]
  - Ishi-mozuku Sphaerotrichia divaricata
  - Ito-mozuku Nemacystus decipiens[3]modifier

Mozuku (水雲,藻付, 海蘊,海雲, モズク, nuage d'eau) est le nom vernaculaire donné à diverses espèces d'algues brunes comestibles au Japon de la famille des Chordariaceae. Les  principales variétés consommées au Japon sont les Okinawa mozuku (o-mozuku, mozuku-su ou encore hon-mozuku, Cladosiphon okamuranus) et les ishi-mozuku (Sphaerotrichia divaricata) et ito-mozuku (Nemacystus decipiens), les o-mozuku étant plus épais et croquants. Le vocable désignait initialement l'espèce Nemacystus decipiens puis a été étendu à des algues similaires de la famille des Chordariaceae (appelée nagamatsumo en japonais).

## Description
Les algues se présentent sous la forme de longs filaments, soit poussant sur une algue existante et pouvant atteindre une dizaine de centimètres mais de très petit diamètre, soit en poussant en longs filaments directement sur la roche pour l'okinawa mozuku, pouvant atteindre 30 cm.  Les mozuku poussent naturellement dans les haut-fond marins, dans des zones tempérées et tropicales. La saison des mozuku s'étend d'avril à juin. 
Mozuku est un type d'algue brune qui pousse sur d'autres algues ; mo signifie algue, et la façon dont les mozuku poussent peut être exprimé par mo ni tsuku, les mots ni tsuku signifiant « pousser en étant collé dessus ». Le nom mozuku vient du son de cette expression. En chinois, ces algues sont appelées hai yun.

## Production
Les mozuku sont principalement présentes autour d'Okinawa, d'où provient 90 % de la production totale de mozuku, la production étant le fait de petits producteurs locaux (dont l'association produit 60 % de la production totale d'Okinawa). Elle est aussi cultivée sur le reste des îles Ryūkyū. Quatre-vingt-dix pour cent de la production destinée à la consommation humaine est soit du Okinawa mozuku (Cladosiphon okamuranus), soit du ishi-mozuku (Sphaerotrichia divaricata), car ce sont les espèces les plus facilement cultivables. La mise en place de l’aquaculture industrielle des mozuku a été développée à partir de 1975, testée en 1977, avant d'être mise en place en 1979. Le volume produit était initialement de mille tonnes, a atteint 2 millions de tonnes en 2003.

## Consommation
Il est difficile de trouver des mozuku hors du Japon ; on peut par contre les trouver là-bas sous différentes formes : fraîches, conservées en salaison, déshydratées, prêtes à consommer (déjà assaisonnées, souvent avec de la sauce sanbaizu).
On les sert notamment en soupe, vinaigrées et froides (sunomono) ou encore en tsukudani. Quand elles ont été conservées dans le sel, on peut les manger comme snack (tsumamimono) ou les dessaler avant de les utiliser dans des recettes. Sèches, elles peuvent être réhydratées ou jetées directement dans la soupe. On peut aussi les déguster en tenpura , en ochazuke ou encore en ganmodoki.
Pauvre en calories, l'algue est riche en vitamines et en minéraux. C'est une source d'un sulfate de polysaccharide, appelé fucoïdane (en) utilisé dans le traitement du cancer comme complément alimentaire, et connu pour ses effets sur l'estomac.

### Traductions
- (en) Cet article est partiellement ou en totalité issu de l’article de Wikipédia en anglais intitulé « Cladosiphon okamuranus » (voir la liste des auteurs).

- (ja) Cet article est partiellement ou en totalité issu de l’article de Wikipédia en japonais intitulé « モズク » (voir la liste des auteurs).